# Sungai Yaro
Sungai Yaro är ett vattendrag i Indonesien. Det ligger i den nordöstra delen av landet, 2 500 km öster om huvudstaden Jakarta.